# Luisa María Cuculiza
Luisa María Cuculiza Torre (Huánuco, 9 de marzo de 1942) es una enfermera y política peruana. Es miembro del fujimorismo desde 1999 y ejerció como congresista de la república en dos periodos consecutivos y como ministra de la Mujer del Perú durante el gobierno de Alberto Fujimori, siendo la segunda mujer en ocupar el cargo en la historia del Perú. Cuculiza también ejerció como alcaldesa del distrito de San Borja y como alcaldesa provincial de Huánuco.

## Biografía
Luisa María Cuculiza nació en la provincia de Ambo en Huánuco, el 9 de marzo de 1942. Es hija de Ruperto Cuculiza Vélez de Villa y de Luisa Torre, siendo también hermana de Mirko Cuculiza Torre, exministro durante el segundo gobierno de Fernando Belaúnde Terry. Su primer apellido es de origen croata (originalmente Cuculisz).
Cuculiza estudió su primaria y secundaria en el Colegio Sagrados Corazones Belén de la ciudad de Lima. Luego se matriculó en la Cruz Roja Peruana en 1960 como técnica en Enfermería y estudió también en la Unicef en el año 1987.
Estuvo casada con Hugo Rivera Figueroa, quien fue asesinado de tres balazos disparados por Carlos Espinoza Mautino quien sufría de retraso mental. Ante esto, Cuculiza se trasladó a la ciudad de Lima en 1986, donde continuó trabajando en el Instituto Nacional de Bienestar Familiar en áreas relacionadas con la readaptación de menores.

## Carrera en el modelaje
Luisa María Cuculiza decide incursionar como modelo y posteriormente en el año 1961, Cuculiza participó en el concurso de belleza Miss Perú Mundo como “Señorita Huánuco”, en el que ocupó el segundo lugar, por detrás de la ganadora, Norma González Miranda.

## Participación en la política

### Alcaldesa de Huánuco
Luisa María Cuculiza incursiona en el ámbito político cuando en el año 1975 es elegida como alcaldesa de la provincia de Huánuco, luego de ser designada por el gobierno militar del presidente Francisco Morales Bermúdez y convirtiéndose en la primera mujer en ocupar dicho cargo.
Bajo su mandato, se solicitó se creara una comisión de varios sectores para, con motivo del aniversario de la ciudad, se diseñara la bandera representativa de la región.
Tras dejar la alcaldía, asumió la dirección del Hogar de Menores del Instituto Nacional de Bienestar Familiar (INABIF) en Huánuco, cargo que ocupó durante cinco años.
Durante los años 80s, Cuculiza se inscribió en el Partido Popular Cristiano y postuló nuevamente a la alcaldía de Huánuco en el año 1983, sin embargo, no resultó elegida.

### Alcaldesa de San Borja
Tras mudarse a la ciudad de Lima, Cuculiza decide residir en el distrito de San Borja y luego en las elecciones municipales de 1989 postula como regidora de San Borja por el Frente Democrático, coalición política liderada por Mario Vargas Llosa. Cuculiza es elegida como regidora para el periodo 1990-1993.
Tras culminar su gestión como regidora, Cuculiza luego se apunta en las elecciones municipales de 1993 como candidata a la alcaldía del distrito de San Borja por Frente Renovador Independiente de San Borja, movimiento vecinal fundado por ella misma tras haber renunciado al Partido Popular Cristiano. Cuculiza logra ganar las elecciones y es juramentada como la nueva alcaldesa del distrito de San Borja, obteniendo 11,869 votos, para el periodo municipal 1994-1995. cargo que ocupó desde marzo de 1994.
Permaneció en el cargo hasta el año 1999, debido a que fue reelegida en las elecciones de 1995 y en las elecciones de 1998, siendo elegida en esta última elección como miembro del partido Somos Perú de Alberto Andrade.
Dentro de su gestión en San Borja, Cuculiza promovió la creación de la primera Defensoría Municipal del Niño y del Adolescente (DEMUNA).

### Ministra de la Mujer
Tras haber renunciado a su cargo como alcaldesa y a su militancia en el partido Somos Perú, Luisa María Cuculiza comenzó a ser aliada del gobierno del presidente Alberto Fujimori. El 6 de enero de 1999, Luisa María Cuculiza fue nombrada y juramentada como la nueva ministra de Promoción de la Mujer y del Desarrollo Humano del Perú, reemplazando en el cargo a la abogada Miriam Schenone. Cuculiza se convirtió en la segunda mujer en ocupar el cargo en la historia del Perú.
Dentro de su gestión como ministra, implementó los Centros de Emergencia Mujer (CEM) y obtuvo por su labor el Premio Internacional de Alfabetización.
Cuculiza se mantuvo en el gobierno hasta el 20 de noviembre del año 2000, fecha en la cual cayó el régimen de Fujimori tras la difusión a nivel nacional de los “Vladivideos” y la vacancia presidencial contra Fujimori tras haberse fugado hacia Japón.
Cuculiza se mantuvo alejada de la política desde entonces y fue voluntaria para el Hospital Dos de Mayo en la sección sobre infecciones del sida, área en la que destacó.

### Congresista de la República
Ante la convocatoria de las elecciones generales para el año 2006, Luisa María Cuculiza reapareció en el ámbito político al ser presentada por el partido Sí Cumple como candidata a la primera vicepresidencia, junto con Germán Kruger, para la plancha presidencial de Alberto Fujimori quien se encontraba detenido en Santiago de Chile. Sin embargo, el Jurado Electoral Especial de Lima Centro denegó la candidatura presidencial de Fujimori debido a que en ese entonces se encontraba inhabilitado políticamente para ejercer cualquier cargo público hasta el año 2011. Tras esto, se decidió conformar luego la Alianza por el Futuro, una coalición de partidos fujimoristas que postularon a Martha Chávez a la presidencia del Perú. Cuculiza decidió solamente postular al Congreso de la República con el número 3 por Lima Metropolitana y resultó elegida como congresista de la república, recibiendo la segunda votación más alta de esa lista, solo por detrás de Keiko Fujimori, y superando a la lingüista y expresidenta del Congreso, Martha Hildebrandt. Fue juramentada ante la Junta Preparatoria para el periodo parlamentario 2006-2011.
En su gestión como congresista, Cuculiza fue elegida como tercera vicepresidenta de la Mesa Directiva para el lapso 2006-2007, siendo presidenta del Congreso Mercedes Cabanillas. Fue también integrante de la Liga Parlamentaria Perú-Italia, secretaria de la Comisión de la Mujer, vicepresidenta de la Comisión de Seguridad Social, vicepresidenta de la Comisión de Defensa, presidenta de la Mesa de Mujeres Parlamentarias y presidenta de la Comisión de Relaciones Exteriores.
Tras culminar su primera gestión como congresista, Cuculiza luego participa en la fundación de Fuerza 2011, partido político liderado por Keiko Fujimori para postular a la presidencia en las elecciones generales del año 2011. Cuculiza nuevamente postuló al Congreso de la República y resultó reelegida con 77,292 votos, siendo juramentada para el periodo 2011-2016.
En su segunda gestión integró nuevamente la Comisión de Defensa y la presidencia de la Mesa de Mujeres Parlamentarias. Fue candidata a la presidencia del Congreso en el año 2012, compitiendo contra el congresista Víctor Isla Rojas quien finalmente logró vencerla. Cuculiza estuvo acompañada en su lista por los congresistas Carlos Bruce, Luciana León y Antonio Medina Ortiz.

## Controversias

### Reuniones con Montesinos
Luisa María Cuculiza es cuestionada debido a su reuniones con Vladimiro Montesinos, exasesor del presidente Alberto Fujimori quien cumple condena por delitos de corrupción. Cuculiza aparece en los vladivideos 014A y 013A (titulados Reunión de Luisa María Cuculiza, Juan Briones, Vladimiro Montesinos y Alberto Fujimori), grabados el 29 de abril de 1998 en donde se evidencia la renuncia de Cuculiza al partido Somos Perú para luego adherirse a las filas del fujimorismo. En este vladivideo también se observa a Montesinos ofreciendo ayuda a la gestión de Cuculiza como alcaldesa del distrito de San Borja y ambos lanzan críticas e insultos contra Alberto Andrade, alcalde opositor al gobierno fujimorista y exlíder de Cuculiza.
El 5 de enero de 1999, Cuculiza fue registrada en otro vladivideo, clasificado bajo el código 1292, en donde se le aprecia reunida nuevamente con Montesinos y acompañada también del congresista fujimorista Víctor Joy Way. En el video, Cuculiza lanza insultos contra los congresistas Rolando Breña Pantoja, César Zumaeta y Javier Diez Canseco. También propuso a Montesinos la desaparición de Carlos Ferrero Costa, congresista que decidió abandonar las filas del fujimorismo.

### Insultos a víctima de intento de feminicidio
En enero del 2020, Cuculiza tildó de “imbécil” a Brigit Flores Luna, víctima de intento de feminicidio tras ser quemada viva por su conviviente en el distrito de La Victoria.

## Premios y distinciones
En junio del 2011, el Ministerio de Relaciones Exteriores del Perú le otorgó la Orden El Sol del Perú, en el grado de Gran Cruz, en mérito a su participación en el Comité de Relaciones Exteriores del Congreso. En abril del 2012, recibió una distinción del Ministerio de Salud por mantener y promover hábitos de vida saludables. En febrero del 2014, la Municipalidad del distrito de San Miguel la condecoró por su trayectoria con la "Medalla de la Ciudad".